# Pierre-Charles Levesque
Pour les articles homonymes, voir Levesque.
Pierre-Charles Levesque, né le 28 mars 1736 à Paris, où il est mort le 12 mars 1812, est un professeur, traducteur et historien français.

## Biographie
Élevé pour être graveur, comme son père, Levesque fait, malgré les revers de fortune de sa famille, des études, qui s’avèrent brillantes. Il vit quelque temps ensuite de son état de graveur: dans son contrat de mariage établi en 1764 avec la musicienne Marie Françoise Élisabeth Haulteterre (1738-1820), fille d'un maître de danse, il se présente comme  « dessinateur et graveur en taille douce ». Leur fille, Marie Louise Rose Lévesque, naît en 1768, elle épousera Pétigny de Saint-Romain, et sera une femme de lettres.
En 1773, à la recommandation de Diderot, il est nommé gouverneur de l'école militaire des cadets à Saint-Pétersbourg (il se présente alors comme « bourgeois de Paris »). Il séjourne en Russie pendant sept années avec son épouse et leur fille. Il met à profit ces pour recueillir les matériaux d’une histoire de ce pays, qu’il publie à son retour en France. Cet ouvrage a le plus grand succès : en Russie même, son Histoire de Russie devint un classique, tandis qu’elle lui ouvrait, en France, les portes de l’Académie des inscriptions. Toujours éditée à ce jour, l’Histoire de Russie exerça « une influence sensible sur l’image de la Russie en Occident, mais aussi sur l’historiographie russe », et « fut un exemple concret d’application des plans de Diderot concernant la civilisation de la Russie. » « Levesque s’est révélé comme un savant accompli, son utilisation des sources répond aux exigences formulées par les Encyclopédistes. Son principe fondamental est que la critique historique « saine » exigeait de vérifier l’authenticité d’une source, d’en analyser les qualités et les défauts et de comparer les sources entre elles. »
Levesque est appelé à la chaire de morale et ensuite à celle d’histoire au collège de France.
Il a traduit Xénophon et Plutarque pour la collection des moralistes anciens, et son principal titre littéraire est une bonne traduction de Thucydide. Il a fourni de nombreux articles à divers recueils littéraires et scientifiques. Comme on peut en juger par ses écrits, notamment sa collaboration active à l’Histoire des deux Indes de l’abbé Raynal, il était lié avec les philosophes et partageait leurs sentiments.
Il est le grand-père de Jules de Pétigny.

## Publications

### Œuvres originales
- Histoire de Russie, tirée des chroniques originales, de pièces authentiques et des meilleurs historiens de la nation. Paris, De Bure l'aîné, 5 vol. in-12, 1782 [dans la quatrième édition de 1812, l'avertissement (p. 1) rappelle que, "bien que le frontispice porte 1782, le livre a paru dans les derniers mois de 1781].
- Histoire des différents peuples soumis à la domination des Russes, ou Suite de l’Histoire de Russie, Paris, De Bure l'aîné, 1783, 2 vol. in-12 ;Ces deux ouvrages ont été réunis : 1°) dans une deuxième édition intitulée Histoire de Russie, nouvelle édition corrigée et augmentée par l'auteur et conduite jusqu’à la mort de l'impératrice Catherine II, paru à Paris, A la librairie économique en 1799 (an VIII) en 8 vol. ; 2°) une troisième édition parue en 1800 chez P.F. Fauche (Hambourg et Brunswick) en 8 vol. sous le même titre que la deuxième édition ; 3°) enfin une quatrième édition, intitulée Histoire de Russie et des principales nations de l'empire russe, 4e édition revue et augmentée d'une vie inédite de Catherine II, continuée jusqu’à la mort de Paul 1er, avec des Notes de Malte-Brun et Depping, Paris, Fournier et Ferra, 1812, 8 vol. in-8° avec un atlas.
- La France sous les cinq premiers Valois, ou histoire de France depuis l’avènement de Philippe de Valois jusqu'à la mort de Charles VII, Paris, De Bure, 1788, 4 vol. in-12 ;
- (avec Claude-Henri Watelet) Dictionnaire des arts de peinture, sculpture et gravure, Paris, Prault, 1792, 5 vol. grand in-8° ;
- Dictionnaire des beaux-arts de l'Encyclopédie Méthodique, Paris, Panckoucke, 1788 ;
- Études de l'histoire ancienne et de celle de la Grèce : de la constitution de la république d'Athènes et de celle de Lacédémone, de la législation, des tribunaux, des mœurs et usages des Athéniens, de la poésie, de la philosophie et des arts chez les Grecs, Paris, Fournier Frères, 1811, 5 vol. ;
- Opuscules philosophiques.

### Traductions
- Histoire de Thucydide, Paris, Gail, Aubin, 1795, 4 vol. in-8° ;
- (collaboration) Henry Trianon (dir.) Œuvres complètes de Xénophon, 2 vol., 1 198 p.

### Correspondance
- Lettres de Pierre-Charles Levesque.